# Saturn Relay
Saturn Relay – samochód osobowy typu minivan klasy średniej produkowany pod amerykańską marką Saturn w latach 2004 – 2006.

## Historia i opis modelu

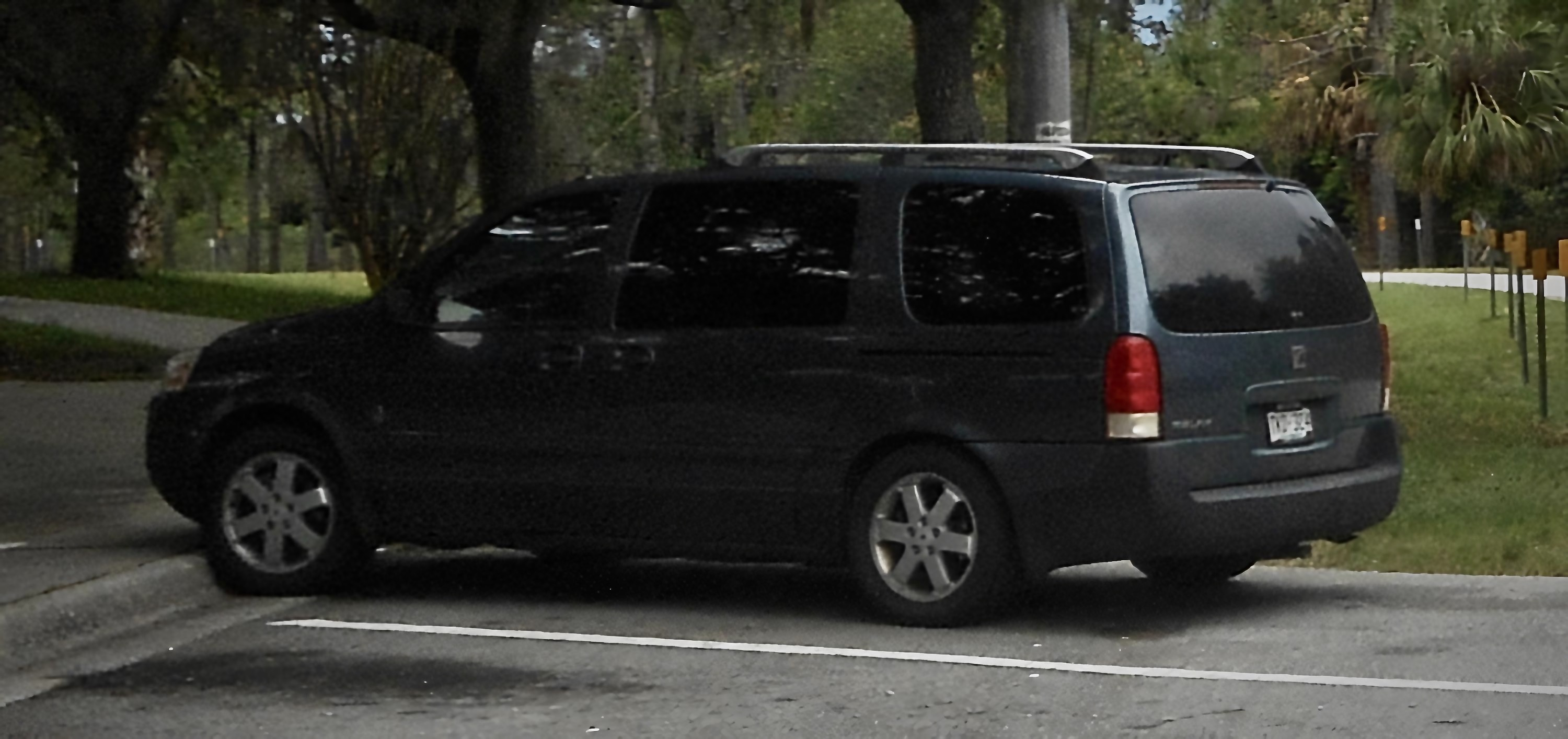
Saturn Relay - tył

Saturn Relay poszerzył ofertę Saturna w 2004 roku jako pierwszy minivan w historii tej marki, będąc wówczas największym pojazdem w ofercie. Pojazd był produkowany razem bliźniaczymi modelami zbudowanymi w ramach koncernu General Motors - Buickiem Terrazą, Chevroletem Uplanderem i Pontiakiem Montaną SV6 w amerykańskiej fabryce w Doraville. Relay to pierwszy Saturn bez polimerowych elementów nadwozia.
Produkcja zakończyła się w listopadzie 2006 roku, natomiast następcą został przedstawiony pół roku później duży crossover Outlook.

### Wersje wyposażenia
- CX
- CX Plus
- CXL

### Silniki
- V6 3.5l LX9
- V6 3.9l LZ9
- V6 3.9l LGD